# Overdeterminering
Overdeterminering duidt in de humane wetenschappen de situatie aan, waarin een gevolg te veel oorzaken heeft om er één als doorslaggevend te kunnen aanduiden.
Deze term is afkomstig uit de droomduiding, waarin Sigmund Freud stelde dat dromen het resultaat zijn van verschillende, vaak tegenstrijdige onbewuste invloeden, zoals gedachten, herinneringen en verlangens. De elementen van de droominhoud, die als knooppunten worden gezien, zijn overgedetermineerd doordat ze het resultaat zijn van meerdere invloeden die samenkomen in de droom. Deze invloeden kunnen verschillende betekenissen of herinneringen bevatten, die zich op dezelfde knooppunten in de droom kristalliseren. Overdeterminering werd zo het fundament van de droomvorming, en Freud richtte de rest van zijn studie op de mechanismen die dit proces mogelijk maken. In de sociale wetenschappen werd de term gepopulariseerd door Louis Althusser in de jaren 1960, in zijn kritiek op het orthodox marxisme.